# Cloud Cult
Cloud Cult é uma banda de indie rock experimental de Duluth, Minnesota, liderada pelo cantor/compositor Craig Minowa. O nome teve origem em antigas profecias dos indígenas norte-americanos.

## História
A banda Cloud Cult nasceu em 1995 quando Craig Minowa recrutou vários  artistas para contribuir para suas gravações a solo. O trabalho inicial da banda rendeu à Cloud Cult várias ofertas de gravadoras, mas todas foram rejeitadas em favor da publicação independente. Quando começaram a tocar ao vivo, uma das características mais marcantes nos seus shows foi a pintura ao vivo de Connie Minowa e Scott West: no decurso do espetáculo, cada um deles completou uma pintura para ser leiloada no final.
Em 1997, o vocalista Craig Minowa formou a Earthology Records na sua fazenda orgânica, alimentada por energia geotérmica e construída parcialmente a partir de madeira recuperada e plástico reciclado. Este selo sem fins lucrativos usa apenas materiais reciclados e doa todos os lucros para instituições de caridade ambientais. A banda também faz as turnês em veículo movido a biodiesel.
Em 2002, pouco depois da morte inesperada de seu filho de dois anos, Kaidin, Minowa escreveu canções para lidar com a perda. They Live on the Sun|They Live on the Sun foi concluído em 2003 e subiu para No.1 em estações de rádio de faculdades em todo o país. Em janeiro de 2004, a Cloud Cult adicionou Mara Stemm no baixo e lançou a Aurora Borealis apenas seis meses depois. O álbum foi indicado pelo Minnesota Music Awards como "Álbum do Ano" juntamente com Prince e Paul Westerberg. Com uma carrinha coberta de painéis solares, a banda começou a fazer turnês nacionais. Em 2006, Cloud Cult lançou o Advice do Happy Hippopotamus, que a Pitchfork Media chamou de "insanamente genial" e classificou o álbum com um 8.3 em 10. O The Denver Post classificou o lançamento de 2007, The Meaning of 8, como um dos dez melhores álbuns da última década, junto com bandas como Modest Mouse, The Flaming Lips e Radiohead.

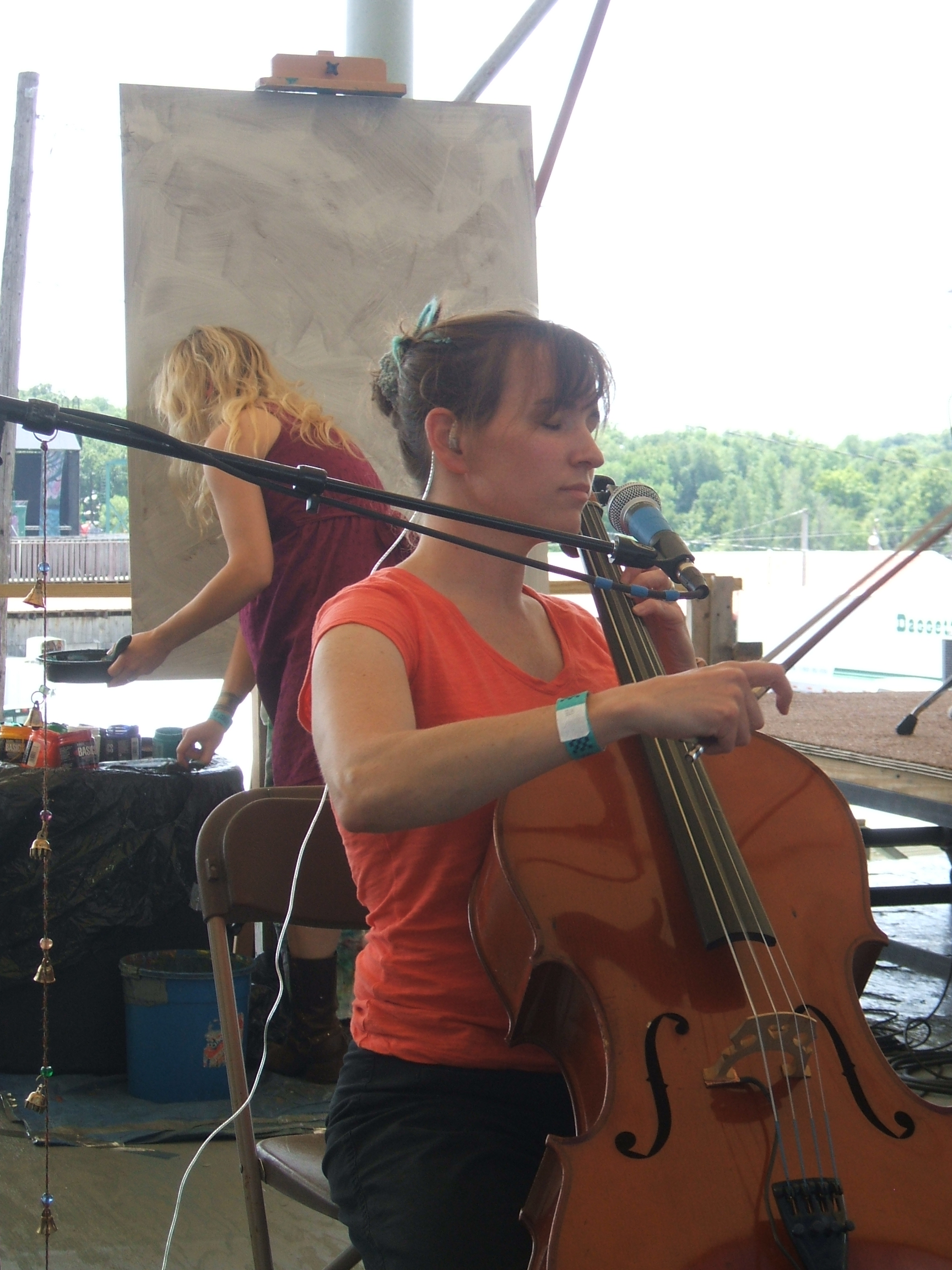
Sarah Young atua durante o 10,000 Lakes Festival

A banda Cloud Cult lançou um novo álbum intitulado Feel Good Ghosts (Tea-Partying Through Tornadoes) em 8 de abril de 2008. O álbum foi gravado e produzido na pequena fazenda orgânica de Minowa, no norte de Minnesota. "O lugar está tão longe, que mal conseguimos encontrá-lo, porque não está nos mapas", disse Dan Montalto, um produtor da MTV que levou uma grupo de filmagem para a fazenda para filmar um pequeno programa da MTV sobre a banda.
Craig disse que este poderia ser o último álbum do Cloud Cult: "Eu não acho que haverá outro álbum do Cloud Cult proximamente.  Pode ser que nunca, eu não sei".  O site da banda disse que "a banda planeja dar um breve descanso para se concentrar na família no final de 2008 e em 2009". Em outubro de 2008, a Cloud Cult apareceu no anúncio animado da Esurance. A banda aparece enquanto toca a música "Lucky Today" e flutua nas nuvens. Esta e outras músicas estão disponíveis para download gratuito no site da Esurance.
Na primavera de 2009, a Cloud Cult lançou "No One Said It Would Easy", um documentário completo sobre a banda, em DVD. O filme foi lançado mais tarde como um download direto.
No Coachella 2009, Craig revelou que Connie não se apresentava nos concertos porque ela "não se sentia bem... está grávida". Eles continuaram a fazer uma turnê e apareceram pelo segundo ano consecutivo na "St Johns Block Party" ao ar livre em frente de mais de 7.000 fãs em Rochester, Minnesota.
A banda anunciou uma pausa a partir de 23 de agosto de 2009 para que Connie e Craig pudessem cuidar do seu filho. Eles voltaram a tocar regionalmente no final da primavera de 2010 e nacionalmente no outono de 2010.
Na primavera de 2010, Cloud Cult tornou-se "um artista" colaborador do Think Out Loud, um álbum de compilação que atende aos sem-teto nas cidades gêmeas.  No início de 2010, a banda anunciou que lançaria um novo álbum intitulado Light Chasers, com a data de lançamento prevista para 14 de setembro de 2010. Apesar destes planos, o álbum na sua totalidade vazou para a internet no início de julho de 2010. O single principal do álbum, "Running With The Wolves" foi lançado em abril de 2010 e recebido em rádios locais e nacionais. A banda fez uma turnê nacional para dar apoio ao álbum.
Na primavera de 2011, a música da Cloud Cult foi apresentada no comercial da BBC America para a Petrobras, uma empresa brasileira de energia.
No verão de 2011, Cloud Cult tocou no St. John's Block Party em Rochester, MN; a primeira banda a tocar três vezes no St. John's Block Party. Lá Craig anunciou que ele e Connie esperavam um filho.
Em 4 de maio de 2012, após um hiato de oito meses, a Cloud Cult anunciou um show surpresa no campus da Universidade de Wisconsin-River Falls, a cerca de 40 minutos das Twin Cities. Este foi o início de um fluxo de shows após o nascimento do filho de Craig e Connie. Outro álbum do Cloud Cult veio no verão de 2012, intitulado Lost Songs from the Lost Years, uma antologia de dez anos de trabalho inédito de Minowa.
A canção, You Were Born, foi tocada em How I Met Your Mother no episódio The Magician's Code.
Nono álbum de estúdio
Em 25 de abril de 2012 os Cloud Cult disseram: "Trabalhando no novo álbum.  Cerca de 9 músicas até agora..."[carece de fontes?]
Em 1 de outubro de 2012, eles disseram: "Trabalhamos no novo álbum há alguns anos, mas estamos a chegar às fases finais de gravação do projeto".[carece de fontes?]
17 de novembro de 2012 os Cloud Cult comunicam: "Obrigado a Greg Calbi por dominar o novo álbum do Cloud Cult nesta semana em Nova York. O álbum está acabado e este toque final é exatamente o que precisava".[carece de fontes?]
Uma nova música é chamada de “Good Good Friend” e estará no novo álbum. A letra diz: "Nós não somos os que quebraram, nós apenas quebramos pedaços do mesmo sol brilhante, tentando descobrir qual o caminho seguir e não podemos fazer isso sozinhos".
Em 7 de dezembro, a Cloud Cult anunciou que o seu nono álbum de estúdio, 'Love', seria lançado em 5 de março de 2013. Além deste anúncio, a banda também estreou um vídeo para o primeiro single do álbum, "All the Things We Can Not See", que será a quinta faixa do álbum de 13 músicas.
Décimo álbum de estúdio
Os Cloud Cult lançaram o seu 10º álbum de estúdio intitulado The Seeker em 12 de fevereiro de 2016. O álbum conceito foi acompanhado por um filme com o mesmo nome, estrelado por Josh Radnor de How I Met Your Mother. Durante os últimos meses de 2015, a Cloud Cult criou uma campanha de pré-lançamento através do Pledge Music para promover o seu novo álbum. Ao longo desta campanha, a banda lançou uma música por semana para os fãs que financiaram o esforço, juntamente com um clipe correspondente do filme e uma mensagem de Craig Minowa. O filme segue a história de uma jovem através da sua jornada pessoal de pesar e cura.
2018 Exclusive Holiday Single - Melhor Momento da Minha Vida - Lançado em 12 de dezembro de 2018

## Prémios
Minnesota Music Awards 2004: "Artista do ano" para o álbum de estúdio Aurora Borealis.
Membros atuais
- Craig Minowa - Cantor e compositor, violão
- Jeremy Harvey - bateria
- Shannon Frid-Rubin - violino
- Daniel Zamzow - violoncelo
- Shawn Neary - baixo, trombone
- Sarah Elhardt-Perbix - teclado, trompa francesa, trompete
- Connie Minowa - artista visual
- Scott West - artista visual, trompete

Membros anteriores
- Sarah Young - violoncelo
- Dan Greenwood - bateria
- Mara Stemm - baixo
- Matthew Freed - baixo
- Martin Begue
- Eduardo Vaz - bateria
- Adrian Grote/Young
- Arlen Peiffer - bateria

## Discografia

### Álbuns de Studio
| The Shade Project                                       | - Lançado: 1995 - Rótulo (s): Lançamento próprio                        | -  | -  | -  | -  | -  |
| Who Killed Puck?                                        | - Lançado: 5 de junho de 2001 - Gravadora (s): Earthology / The Orchard | -  | -  | -  | -  | -  |
| They Live on the Sun                                    | - Lançado: 7 de julho de 2003 - Gravadora (s): Earthology / The Orchard | -  | -  | -  | -  | -  |
| Aurora Borealis                                         | - Lançado: 22 de junho de 2004 - Rótulo (s): Earthology                 | -  | -  | -  | -  | -  |
| Advice from the Happy Hippopotamus                      | - Lançado: junho de 2005 - Rótulo (s): Earthology                       | -  | -  | -  | -  | -  |
| The Measing of 8                                        | - Lançado: 10 de abril de 2007 - Rótulo (s): Earthology                 | -  | -  | -  | -  | -  |
| Feel Good Ghosts (Tea-Partying Through Tornadoes)       | - Lançado: 8 de abril de 2008 - Rótulo (s): Earthology                  | -  | -  | 24 | -  | -  |
| Light Chasers                                           | - Lançado: 28 de junho de 2010 - Rótulo (s): Earthology                 | -  | -  | 9  | 47 | -  |
| Love                                                    | - Lançado: 5 de março de 2013 - Rótulo (s): Earthology                  | 57 | 12 | -  | 9  | 18 |
| The Seeker                                              | - Lançado: 12 de fevereiro de 2016 - Rótulo (s): Earthology             | -  | -  | -  | -  | -  |
| "-" indica álbum que não foi gráfico ou não foi lançado |                                                                         |    |    |    |    |    |

### EPs
- Running With the Wolves - EP (2010)

### Álbuns ao vivo
- Unplug (abril de 2014)

### Compilações
- Lost Songs from the Lost Years (2002)
- Lost Songs from the Lost Years [Limited Re-Release] (2009)
- Think Out Loud: Music Serving The Homeless In The Twin Cities (2010)
- Minnesota Beatle Project, Vol. 3 (2011)
- MN Music 4 MN Kids: A Benefit For Children's Hospitals And Clinics Of Minnesota, Vol. 1 (2011)

### Filmes
- No One Said It Would Be Easy – A Film About Cloud Cult (2009)
- Unplug: The Film
- The Seeker

### Shows de televisão
- How I Met Your Mother: Season 7 - The Magician' s Code Part 1 (2012)

- you were born